# Lemophagus diversae
Lemophagus diversae är en stekelart som beskrevs av Kusigemati 1972. Lemophagus diversae ingår i släktet Lemophagus och familjen brokparasitsteklar. Inga underarter finns listade i Catalogue of Life.